# Wanrong (Hualien)
Wanrong (chinesisch 萬榮鄉, Pinyin Wànróng Xiāng) ist eine Landgemeinde im Landkreis Hualien in der Republik China (Taiwan).

## Lage, Geographie
Wanrong liegt praktisch vollständig im Taiwanischen Zentralgebirge. Die Topografie ist daher weitestgehend durch Bergland geprägt, das Höhen bis über 3000 Meter erreicht. Zwischen den Bergen finden sich relativ schmal eingeschnittene Täler, in denen einige kleinere Flüsse verlaufen.
Das Klima variiert mit der Höhe über dem Meeresspiegel und ist subtropisch feucht-warm in den Talebenen und gemäßigt bis alpin in den Höhenlagen. Die angrenzenden Gemeinden sind Xiulin im Norden, Fenglin, Guangfu und Ruisui im Osten, Zhuoxi im Süden, sowie Xinyi im benachbarten Landkreis Nantou im Westen.

## Geschichte
Trotz ihrer Abgelegenheit ist die Region seit Jahrtausenden besiedelt. Die ältesten, historisch fassbaren Bewohner waren Angehörige austronesischer Stammesvölker.
An der Stätte Pinglin (平林) im Dorf Xilin befindet sich ein archäologischer Fund- und Ausgrabungsort, an dem in prähistorischer Zeit Jade gewonnen und verarbeitet wurde. Die Fundstätte wurde im Jahr 1929 identifiziert (Lage). Seit dem Jahr 2010 steht sie unter Denkmalschutz. Jade-Artefakte aus Pinglin fanden sich über ganz Südostasien verstreut, so dass sich diese möglicherweise parallel zur von Taiwan ausgehenden Ausbreitung der austronesischen Sprachen verbreitet haben.
Nachdem die Insel Taiwan im 17. Jahrhundert an das Kaiserreich China gekommen war, blieb die Region Wanrong aufgrund ihrer Unzugänglichkeit zunächst weitgehend sich selbst überlassen. Eine lockere administrative Durchdringung erfolgte erst zur Zeit der japanischen Herrschaft über Taiwan (1885–1945). Nach der Übertragung Taiwans an die Republik China wurde das Gebiet als ‚Gemeinde Wanli‘ administrativ reorganisiert. In den späten 1940ern wurde Wanli wegen der Namensgleichheit mit der Gemeinde Wanli im damaligen Landkreis Taipeh in ‚Wanrong‘ umbenannt.
| Gliederung von Wanrong                                                                |
| Xilin 西林村 Wanrong 萬榮村 Jianqing 見晴村 Mingli 明利村 Mayuan 馬遠村 Hongye 紅葉村 |

## Administrative Gliederung
Wanrong ist in 6 Dörfer (村,  Cūn) untergliedert (von Norden nach Süden): Xilin (西林村), Jianqing (見晴村), Wanrong (萬榮村), Mingli (明利村), Mayuan (馬遠村) und Hongye (紅葉村).

## Bevölkerung
Ende 2017 gehörten nach der offiziellen Statistik 6.141 Personen den indigenen Völkern an, entsprechend einem Bevölkerungsanteil von ungefähr 95 %. Überwiegend handelt es sich um Truku und Bunun.

## Landwirtschaft
Dominierender Erwerbszweig ist die Landwirtschaft. Typische Produkte sind Bambussprossen, die jeweils im März und April geerntet werden, Gemüsezwiebeln (蕗蕎,  Lùqiáo; Allium chinense?), die im Herbst und Winter geerntet werden, Nestfarn (山蘇,  Shānsũ; ein Gemüse), Zimt, Pfirsich, und Litsea cubeba (山胡椒,  Shān hújiāo; „Bergpfeffer“), eine Aromapflanze, aus der ätherische Öle gewonnen werden.

## Touristische Sehenswürdigkeiten
Als sehenswert gilt der Lintianshan-Forstwirtschaftspark (林田山林業文化園區), wo es zur Zeit der japanischen Herrschaft und später zur Zeit der Republik China auf Taiwan ein bedeutendes Forstwirtschaftszentrum gab, das zu seinen Blütezeiten mehr als 2000 Einwohner hatte. Dieses war eines der vier großen Forstwirtschaftszentren in Taiwan – neben den Zentren in Alishan, Basianshan (im Distrikt Heping (Taichung)), und Taipingshan. Der Holzeinschlag wurde nach 1991 eingestellt, jedoch sind noch alte Häuser und Schienenanlagen zu besichtigen. Ansonsten ist vor allem die relativ unberührte Natur von Wanrong ein touristischer Anziehungspunkt, wobei die Region bisher touristisch wenig erschlossen ist. In Wanrong gibt es zahlreiche heiße Quellen, beispielsweise die heißen Quellen von Hongye (紅葉溫泉, Lage). In 2980 Metern Höhe, in der Nähe zur Grenze zum Landkreis Nantou befindet sich der Bunte See (七彩湖,  Qīcǎi hú), ein kleiner Hochgebirgssee (Lage).

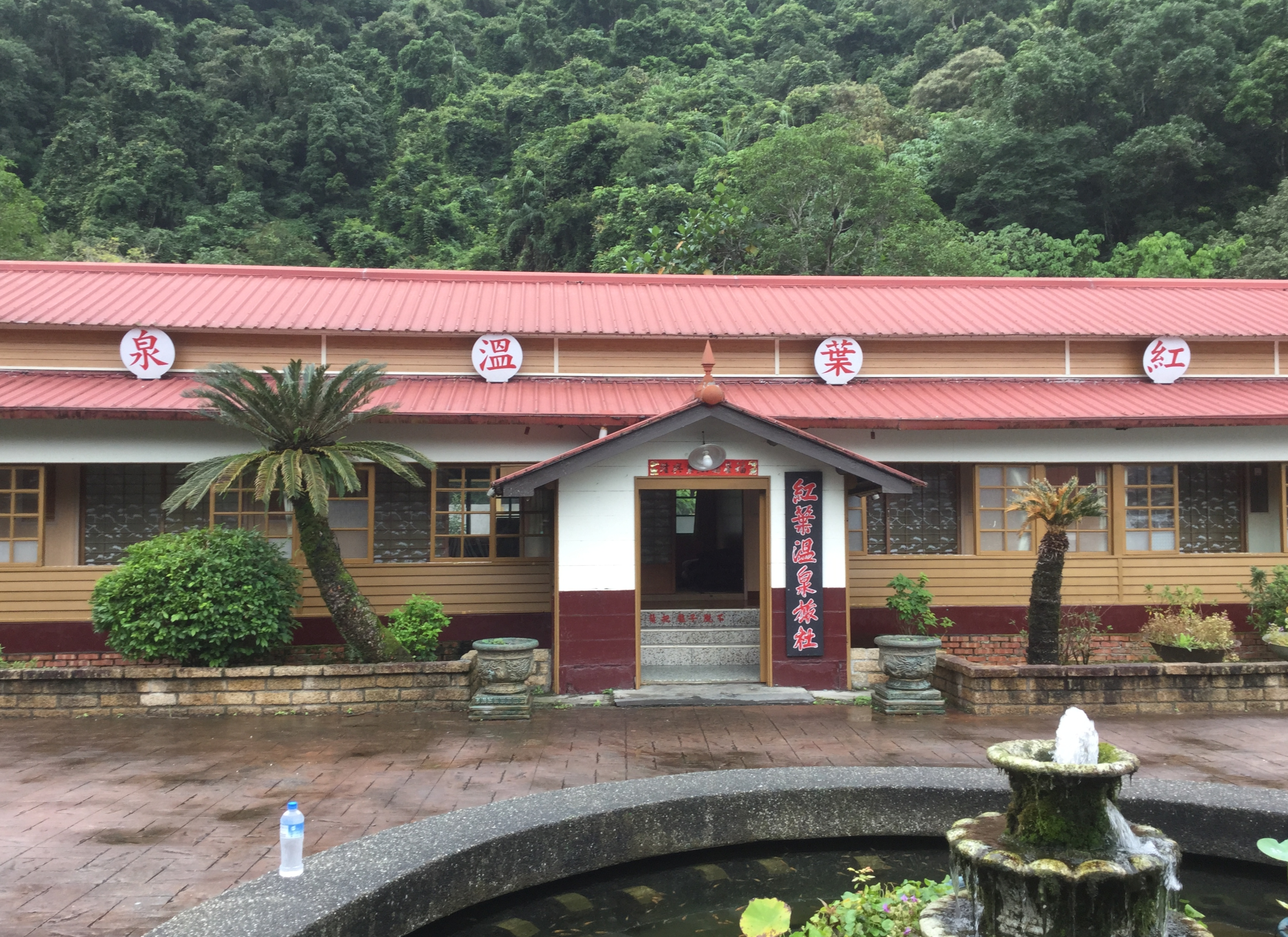
Heiße Quellen von Hongye